# Ванахун, Мансуза Шабазович
Мансуза́ Шаба́зович Ванаху́н (дунг. Мансўзы Вонахун; 1907—1943) — советский военнослужащий, сержант. Участник Великой Отечественной войны. Герой Советского Союза (посмертно).

## Биография
Мансуза Ванахун родился 23 ноября 1907 года в уездном городе Пишпек Семиреченской области Российской империи (ныне город Бишкек — столица Республики Кыргызстан) в семье крестьянина Шабаза. Дунганин. Получил начальное образование. Свободно говорил на дунганском, киргизском и русском. В 1919 году после Беловодского восстания братья Ванахуны Мансуза, Нусываза, Шилаза и Ибрагим перебрались из «Дунганки» (дунганская слобода у Барачной площади) Пишпека в фанзы дунганской артели (ныне село Милянфан). После землеводной реформы 1926 года вместе с полученным наделом в 1928 году он вступил в товарищество по совместной обработке земли, которое в 1932 году было преобразовано в колхоз имени М. В. Фрунзе. В 28 лет взял в жены девушку из соседнего киргизского аула. Через год родился первый сын, но увидеть последнюю дочь Меме Мансузе уже было не суждено.
В ряды Рабоче-крестьянской Красной Армии Мансуза Ванахун был призван в апреле 1942 года. Окончил школу младших командиров, получил воинскую специальность миномётчика. На фронте сержант М. Ванахун с января 1943 года в должности командира расчёта 120-миллиметрового миномёта в составе 4-й батареи 232-го миномётного полка 11-й миномётной бригады 12-й артиллерийской дивизии прорыва резерва Верховного Главнокомандования. Перед началом Курской битвы дивизия была придана 13-й армии Центрального фронта. 4-я батарея дивизии заняла позиции у хутора Согласный в 9 километрах западнее Малоархангельска.
5 июля 1943 года началось сражение на Курской дуге. В ходе наступления немецким подразделениям удалось прорваться к позициям 4-й батареи и окружить её. Сержант М. Ванахун, организовав круговую оборону своей огневой позиции, продолжал вести огонь из миномёта по наступающему противнику. В ходе боя расчёт сержанта Ванахуна уничтожил около 40 вражеских солдат. Когда патроны закончились, а весь расчёт погиб, Мансуза Ванахун, подпустив немцев к огневой позиции, взрывом 120-миллиметровой мины уничтожил своё орудие с боекомплектом и более 10 военнослужащих вермахта, и сам погиб.
8 сентября 1943 года указом Президиума Верховного Совета СССР сержанту Ванахуну Манзусу (так в наградных документах) было присвоено звание Героя Советского Союза посмертно. Похоронен М. Ванахун на воинском мемориале в селе Протасово Малоархангельского района Орловской области.

## Альтернативная версия
Существует версия, что Мансуза Ванахун не погиб на Курской дуге, а тяжело раненый попал в плен. В обобщённом банке данных «Мемориал» имеется донесение об освобождении из плена бывших военнослужащих сержантского и рядового состава, находившихся в плену и окружении противника, от 13 ноября 1944 года за подписью начальника отдела учёта потерь Управления тыла 48-й армии подполковника Юланова. В одном из прилагаемых списков под номером 103 указан некий Вонахун Мансуз с совпадающими или близкими учетными данными Мансузы Ванахуна. Согласно донесению, бывший военнопленный был направлен в 146-й армейский запасной стрелковый полк. Его дальнейшая судьба неизвестна.
Наиболее критикуемые в данной версии являются номер части (155-го миномётного полка среди артиллерийских и миномётных частей РККА не значилось) и имя жены (кирг. Согнан-баба, прозвище «изгнанная»).

## Награды
- Медаль «Золотая Звезда» (08.09.1943, посмертно)
- Орден Ленина (08.09.1943, посмертно)

## Память
- Мемориальная доска в честь Героя Советского Союза М. Ванахуна установлена на месте его гибели.
- Бюст Героя Советского Союза М. Ванахуна установлен в селе Милянфан, в селе существует дом-музей Героя. Его имя носит местная школа.
- Также в честь него названа улица в городе Кант.
- В 2005 году имя Героя Советского Союза М. Ванахуна было присвоено пограничной заставе «Кант» Чуйского погранотряда Пограничных войск Республики Кыргызстан. На территории заставы установлен бюст Героя. Его имя внесено в списки военнослужащих части.
- Имя Мансузы Ванахуна увековечено на мемориальных плитах в зале Славы на Поклонной горе в Москве и у Орловского военно-исторического музея (в виде имени из наградного листа).
- В 2014 году медиахолдингом «Пирамида» (г. Бишкек) снят документальный фильм «Подвиг Ванахуна» (реж. Майя Ким)[11].

## Документы
- Общедоступный электронный банк документов «Подвиг Народа в Великой Отечественной войне 1941—1945 гг.» Архивировано 13 марта 2012 года.

Представление к званию Героя Советского Союза. Архивировано 22 сентября 2012 года.
- Обобщённый банк данных «Мемориал». Архивировано из оригинала 10 мая 2012 года.

Информация о захоронении 57-382/2014.
Учётная карточка захоронения 57-382/2014.
Схема захоронения 57-382/2014.